# L. Nagy Zsuzsa
L. Nagy Zsuzsa (Budapest, 1930. október 3. – 2010. október 24.) magyar történész, egyetemi tanár. Tagja volt a Történelemtudományi Bizottságnak és a Doktori Tanács történelemtudományi szakbizottságának. A londoni Királyi Történeti Társaság levelező tagja volt. A történelemtudományok kandidátusa (1964) és doktora (1977).

## Életpályája
Szülei: Nagy Kálmán és Pápai Gizella (1906–1986) voltak. 1949–1953 között az Eötvös Loránd Tudományegyetem Bölcsészettudományi Kar hallgatója volt. 1953–1992 között a Magyar Tudományos Akadémia Történelemtudományi Intézetének munkatársa, tudományos tanácsadója volt. 1987–1997 között a Kossuth Lajos Tudományegyetem egyetemi tanár volt, 1998-tól emiritus professzor. 1994–2000 között a Magyar Tudományos Akadémia közgyűlési képviselője volt.
Kutatási területe: Magyarország története a XX. század első felében.

## Művei
- Forradalom és ellenforradalom a Dunántúlon 1919 (1961)
- A párizsi békekonferencia és Magyarország 1918–1919 (1965)
- A budapesti liberális ellenzék 1919–1944 (1972)
- Szabadkőművesség a XX. században (1977)
- Bethlen liberális ellenzéke (1980)
- The Liberal Opposition in Hungary 1919–1945 (1983)
- Liberális pártmozgalmak 1931–1945 (1986)
- Szabadkőművesség (1988)
- Két háború között (1992)
- Magyarország története 1918–1945 (egyetemi jegyzet, 1996)
- A haszonból élő kispolgár. Kisiparosok és kiskereskedők a két világháború közötti Magyarországon; Multiplex Media–Debrecen U. P., Debrecen, 1997 (Történelmi figyelő könyvek)
- Egy politikus polgár portréja. Rassay Károly, 1886-1958; Napvilág Bp., 2006

## Díjai
- Ránki György-díj (1998)
- Ipolyi Arnold-díj (1998)